# Velocidad superficial
La velocidad superficial o velocidad de flujo superficial, en ingeniería de flujos multifásicos y flujos en medios porosos, es una velocidad de flujo hipotética (artificial) calculada como si la fase o el fluido dados fueran los únicos que fluyeran o estuvieran presentes en una sección transversal determinada. No se tienen en cuenta otras fases, partículas, el esqueleto del medio poroso, etc. presentes en el canal.
La velocidad superficial se utiliza en muchas ecuaciones de ingeniería porque es el valor que suele conocerse fácilmente y no es ambiguo, mientras que la velocidad real suele variar de un lugar a otro.
La velocidad superficial puede expresarse como:
{\displaystyle u_{s}={\frac {Q}{A}}}
donde:
- us - velocidad superficial de una fase determinada, m/s
- Q - caudal volumétrico de la fase, m3/s
- A - área transversal, m2

Utilizando el concepto de porosidad, la dependencia entre la velocidad de advección y la velocidad superficial puede expresarse como (para un flujo unidimensional):
{\displaystyle u_{s}=\phi u}
donde:
- {\displaystyle \phi } es la porosidad, adimensional
- u es la velocidad media del fluido (excluyendo la otra fase, sólidos, etc.), m/s.

La velocidad física local puede seguir siendo diferente de la velocidad media del fluido, ya que el vector del flujo local del fluido no tiene por qué ser paralelo al del flujo medio. Además, puede haber constricciones locales en el canal de flujo.